# Pales townsendi
Pales townsendi là một loài ruồi trong họ Tachinidae.